# Xã Pleasant, Quận Fairfield, Ohio
Xã Pleasant (tiếng Anh: Pleasant Township) là một xã thuộc quận Fairfield, tiểu bang Ohio, Hoa Kỳ. Năm 2010, dân số của xã này là 6.083 người.